# Přístav Baziaș

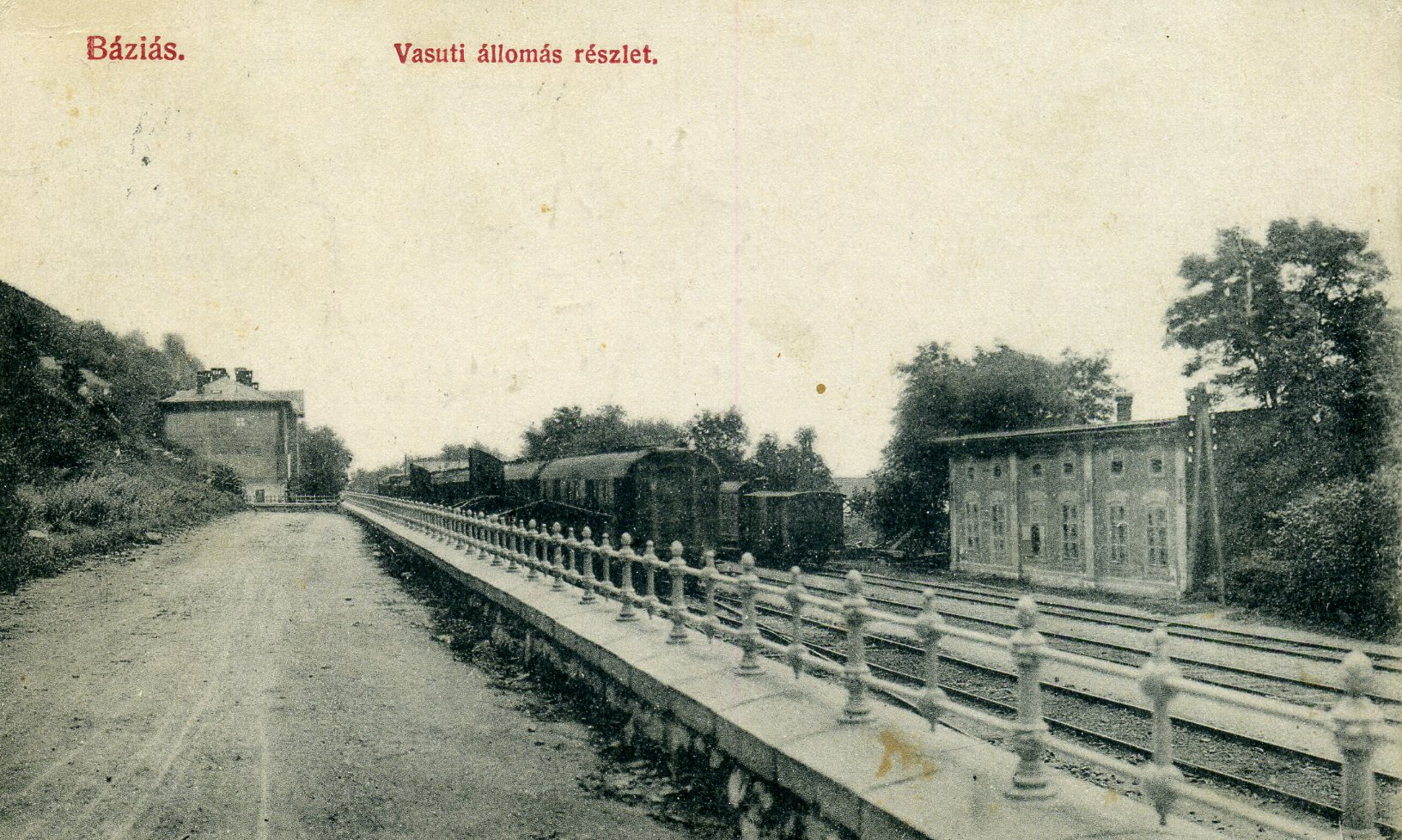
Přístav na přelomu 19. a 20. století.

Přístav Baziaș se nacházel v rumunské obci stejného názvu, na samém západním okraji země, u hranice se Srbskem.

## Historie
Říční přístav na řece Dunaji byl vybudován v 19. století pro potřeby nákladní dopravy. Byla zde překládána ruda, která se těžila v okolí dnešního rumunského Banátu a přes město Bela Crkva dopravována po železnici k řece. 
Přístav začal vznikat po roce 1831, kdy zde začaly kotvit první nákladní lodi. Roku 1858 sem již vedla železniční trať. Přístav v závěru století doplnila i loděnice, která byla později přemístěna do rumunského města Oršava. Stály zde také restaurace a hotel. Přes přístav cestovala také i řada významných osobností, včetně vladařů okolních států. 
Vrchol v oblasti nákladní a také osobní dopravy dosáhl přístav v roce 1880; s rozvojem železnice v regionu později však došlo k postupnému klesání významu přístavu. Po první světové válce se ocitla lokalita na hranici mezi nově vzniklým Rumunskem a Královstvím Srbů, Chorvatů a Slovinců. Tím byla dříve tradiční dopravní vazba přerušena. Na počátku 21. století byl celý areál bývalého přístavu prázdný (budovy byly vybourány).